# Хоботнорыловые
Хоботнорыловые (лат. Mastacembelidae) — семейство лучепёрых рыб из отряда слитножаберникообразных (Synbranchiformes) . Пресноводные рыбы. Распространены в тропических и субтропических областях Африки и в Азии от Сирии до Малайского архипелага, Китая и Кореи.

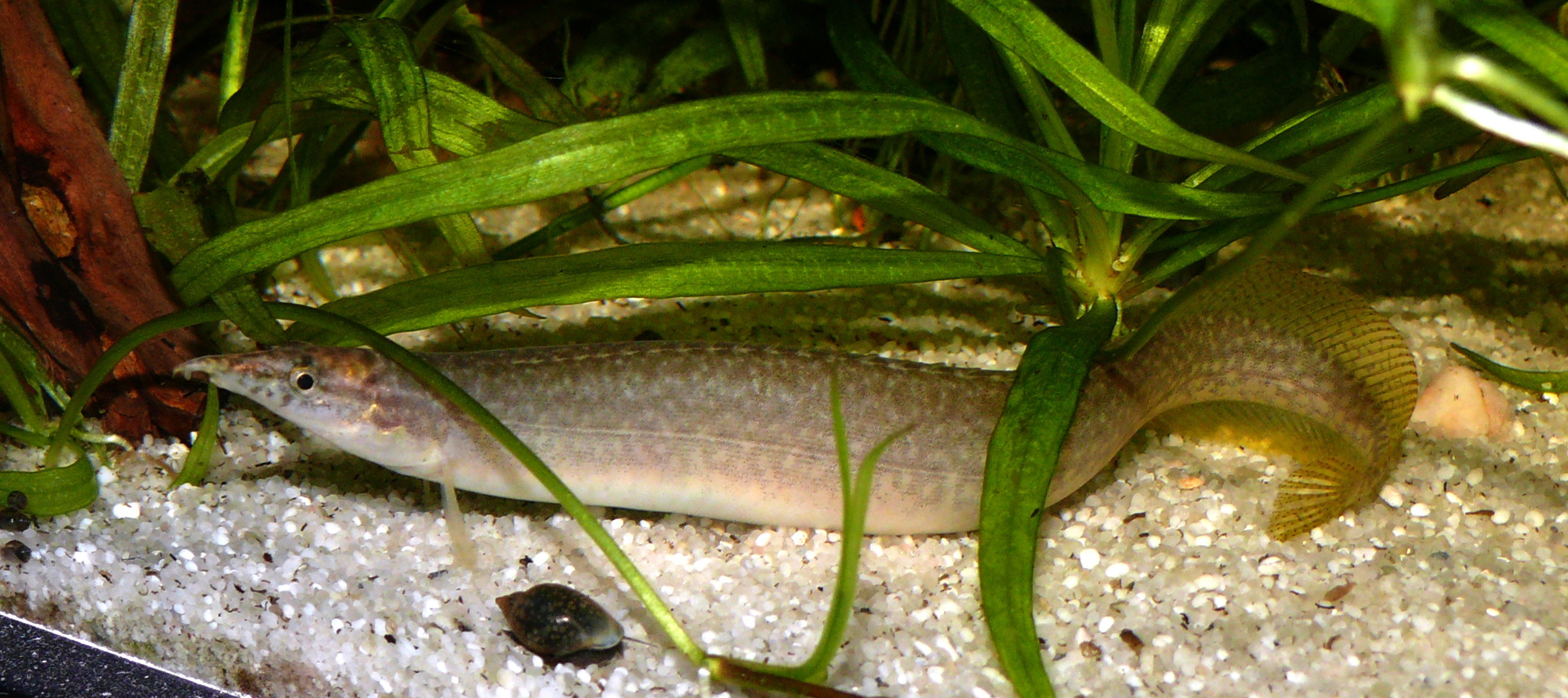
Macrognathus pancalus

## Описание
Тело удлинённое, угреобразное, покрыто мелкой чешуёй (у трёх видов голое). На конце рыла имеется мясистый отросток. Спинной плавник с 52—131 мягким лучом; перед плавником расположены 9—42 изолированные друг от друга колючки. В анальном плавнике 2—3 колючих и 30—130 мягких лучей. Позвонков от 66 до 110. Максимальная длина тела 100 см у Mastacembelus erythrotaenia.
Придонные рыбы. Представители некоторых видов в дневные часы зарываются в грунт, а некоторые могут оставаться в грунте в течение нескольких месяцев, даже в пересыхающих водоёмах.  

## Классификация
В состав семейства включают три рода с 84 видами:
- Macrognathus Lacépède, 1800 — Зубатые хоботнорылы
- Mastacembelus Scopoli, 1777
- Sinobdella Kottelat & Lim, 1994

Ранее в составе семейства выделяли два подсемейства: Mastacembelinae с тремя азиатскими родами Macrognathus, Mastacembelus и Sinobdella (лучи хвостового плавника не соединяются с мембранами анального и спинного плавников) и Afromastacembelinae с двумя африканскими родами Aethiomastacembelus и Caecomastacembelus (лучи хвостового, спинного и анального плавников соединены).
Остеологические исследования и рентгеновский анализ не подтвердили обоснованность выделения двух подсемейств. Кроме этого, не найдено убедительных филогенетических доказательств выделения двух африканских родов, которые предложено синонимизировать с Mastacembelus.